# Сардильяно
Сардильяно (итал. Sardigliano) — коммуна в Италии, располагается в регионе Пьемонт, в провинции Алессандрия.
Население составляет 431 человек (2008 г.), плотность населения составляет 34 чел./км². Занимает площадь 13 км². Почтовый индекс — 15060. Телефонный код — 0143.
Покровителем коммуны почитается святой Секунд, празднование 20 августа.

## Демография
Динамика населения:

## Администрация коммуны
- Официальный сайт: http://www.comune.sardigliano.al.it/